# Fahradsch (Verwaltungsbezirk)
Fahradsch (persisch شهرستان فهرج) ist ein Schahrestan in der Provinz Kerman im Iran. Er enthält die Stadt Fahradsch, welche die Hauptstadt des Verwaltungsbezirks ist. 

## Demografie
Bei der Volkszählung 2016 betrug die Einwohnerzahl des Schahrestan 67.096. Die Alphabetisierung lag bei 84 Prozent der Bevölkerung. Knapp 50 Prozent der Bevölkerung lebten in urbanen Regionen.
| Zensusjahr | Einwohnerzahl |
| ---------- | ------------- |
| 2011       | 68.038        |
| 2016       | 67.096        |